# Райна Кабаиванска
Райна Якимова Кабаиванска е българска оперна певица, работила дълги години в Италия, един от най-значимите сопранови гласове през втората половина на XX век, музикална педагожка и общественичка.
Тя е кавалер на Ордена на Италия, пет пъти най-популярна личност на Италия и два пъти музикант на годината.

## Биография
Райна Кабаиванска е родена в Бургас на 15 декември 1934 година. Баща ѝ Ячо Кабаивански е ветеринарен лекар, писател, поет и университетски преподавател, а майка ѝ Стайка е учителка по физика.
От малка започва да свири на пиано и да пее в Детски хор „Бодра смяна“. През 1957 г. завършва оперно пеене и пиано в Държавната консерватория „Панчо Владигеров“, като учи първо при Людмила Прокопова, а след това при Илия Йосифов. След дипломирането си е назначена в Софийската опера само като хористка, което я амбицира да кандидатства за стипендия за специализация и през 1958 г. заминава за Италия, където учи музика в лицея „Виоти“ във Варчели при вокалните педагози Зита Фумагали, Д. Тес и Мерлини.
Малко след пристигането си в Италия Кабаиванска започва да участва в певчески конкурси, а на 4 април 1959 година дебютира в Реджо нел'Емилия с ролята на Жоржета в „Мантията“ на Джакомо Пучини. От 1961 г. е солистка в „Ла Скала“ в Милано и в Софийската опера. Само за няколко години тя се налага на италианската сцена и получава постоянно място в „Ла Скала“.
Бележи грандиозни успехи в изявите си на световните музикални сцени, които ѝ донасят световна слава. Пее в Метрополитън опера, Виенската опера, Арена ди Верона, московския Болшой театър, лондонския Ковънт Гардън, Карнеги хол.
Преподавателка е в музикална академия в Италия и в майсторски класове в Нов български университет, голяма част от приходите от концертите си дарява за стипендии за млади музикални таланти. Тя основава и фонд „Райна Кабаиванска“, който отпуска стипендии за млади български таланти.

## Награди и отличия
- „Белини“, 1965 г.
- Viotti d'oro, 1970 г.
- „Златен Пучини“, 1978 г.
- Илика, 1979 г.
- „Монте Верди“, 1980 г.
- „Лоренцо Великолепни“, 1990 г.
- Академия Медичеа, 1990 г.
- орден „Стара планина“, 1994 г.
- Абиати, 1995 г.
- Удостоена с титлата Почетен доктор на Нов български университет (11 март 1998 г.).[3]
- „Един живот за музиката“, 2000 г.
- специална награда за кариера – „Оскар“ от международните оперни награди, 2013 г.[4]
- Почетен гражданин на София, 2014 г.
- международна награда „Мария Калас 2019“[5][6]
- Награда за хуманитаристика „Богдан Богданов“, 2023 г.[7]